# انسیناس د اسگبا
انسیناس د اسگبا (به اسپانیایی: Encinas de Esgueva) یک شهرستان در اسپانیا است که در استان وایادولید واقع شده‌است.